# Asmate narbonea
Asmate narbonea är en fjärilsart som beskrevs av Carl von Linné 1864. Asmate narbonea ingår i släktet Asmate och familjen mätare. Inga underarter finns listade i Catalogue of Life.